# Redux: The First Ten Years
Redux: The First Ten Years es un álbum de regrabaciones de la banda canadiense de post-hardcore Silverstein, lanzado el 12 de abril de 2019 de forma independiente por la propia banda. El álbum consta de 12 canciones regrabadas de sus primeros cuatro álbumes que se lanzaron en sus primeros diez años como banda.

## Lanzamiento
Redux: The First 10 Years se anunció el 15 de febrero de 2019 a través del sitio web de la banda. Se anunció que el álbum contendría 12 grabaciones completamente nuevas de temas populares de sus primeros cuatro álbumes. La lista de canciones se reveló poco después. También se anunció que sería el primer álbum que la banda lanzaría de forma independiente de un sello. El álbum se lanzó el 12 de abril de 2019.
"Smashed into Pieces" había sido regrabado previamente por la banda en 2013, el décimo aniversario del álbum; la banda aseguró a los fanáticos que la versión de Redux era una nueva versión grabada con el resto del álbum en 2018.

## Lista de canciones
| N.º | Título                                    | Álbum original              | Duración |  |
| 1.  | «Smashed Into Pieces»                     | When Broken Is Easily Fixed | 3:40     |  |
| 2.  | «Smile In Your Sleep»                     | Discovering the Waterfront  | 3:16     |  |
| 3.  | «American Dream»                          | A Shipwreck in the Sand     | 3:10     |  |
| 4.  | «Bleeds No More»                          | When Broken Is Easily Fixed | 3:16     |  |
| 5.  | «My Heroine»                              | Discovering the Waterfront  | 3:30     |  |
| 6.  | «Vices» (con Liam Cormier de Cancer Bats) | A Shipwreck in the Sand     | 3:16     |  |
| 7.  | «Your Sword Vs My Dagger»                 | Discovering the Waterfront  | 3:00     |  |
| 8.  | «If You Could See Into My Soul»           | Arrivals & Departures       | 4:00     |  |
| 9.  | «Giving Up»                               | When Broken Is Easily Fixed | 4:08     |  |
| 10. | «Still Dreaming» (acústico)               | Arrivals & Departures       | 4:17     |  |
| 11. | «Red Light Pledge»                        | When Broken Is Easily Fixed | 3:51     |  |
| 12. | «Call It Karma»                           | Discovering the Waterfront  | 4:14     |  |